# Антифашистский оборонительный вал
Антифашистский оборонительный вал (нем. Antifaschistischer Schutzwall) — идеологическое клише в ГДР, использовавшееся на официальном уровне в отношении Берлинской стены. С 1950-х годов в ГДР считалось, что оппозиция в первом социалистическом государстве на немецкой земле не может иметь корней, поэтому любые действия против государства заведомо считались инициированными Западом и, следовательно, не побеждёнными там фашистскими силами. После событий 17 июня 1953 года, считавшихся в ГДР фашистским путчем, страна была вынуждена обороняться от фашизма.
В августе 1961 года правящий бургомистр Западного Берлина Вилли Брандт назвал разделившую город стену Позорной стеной.
В 1971 году почта ГДР выпустила памятные марки и конверты к 10-летию Берлинской стены. Корреспонденцию в этих конвертах и с этими марками почта ФРГ возвращала отправителю.